# Artemisia viscida
Artemisia viscida là một loài thực vật có hoa trong họ Cúc. Loài này được (Mattf.) Pamp. mô tả khoa học đầu tiên năm 1930.